# أندريا مانتينيا

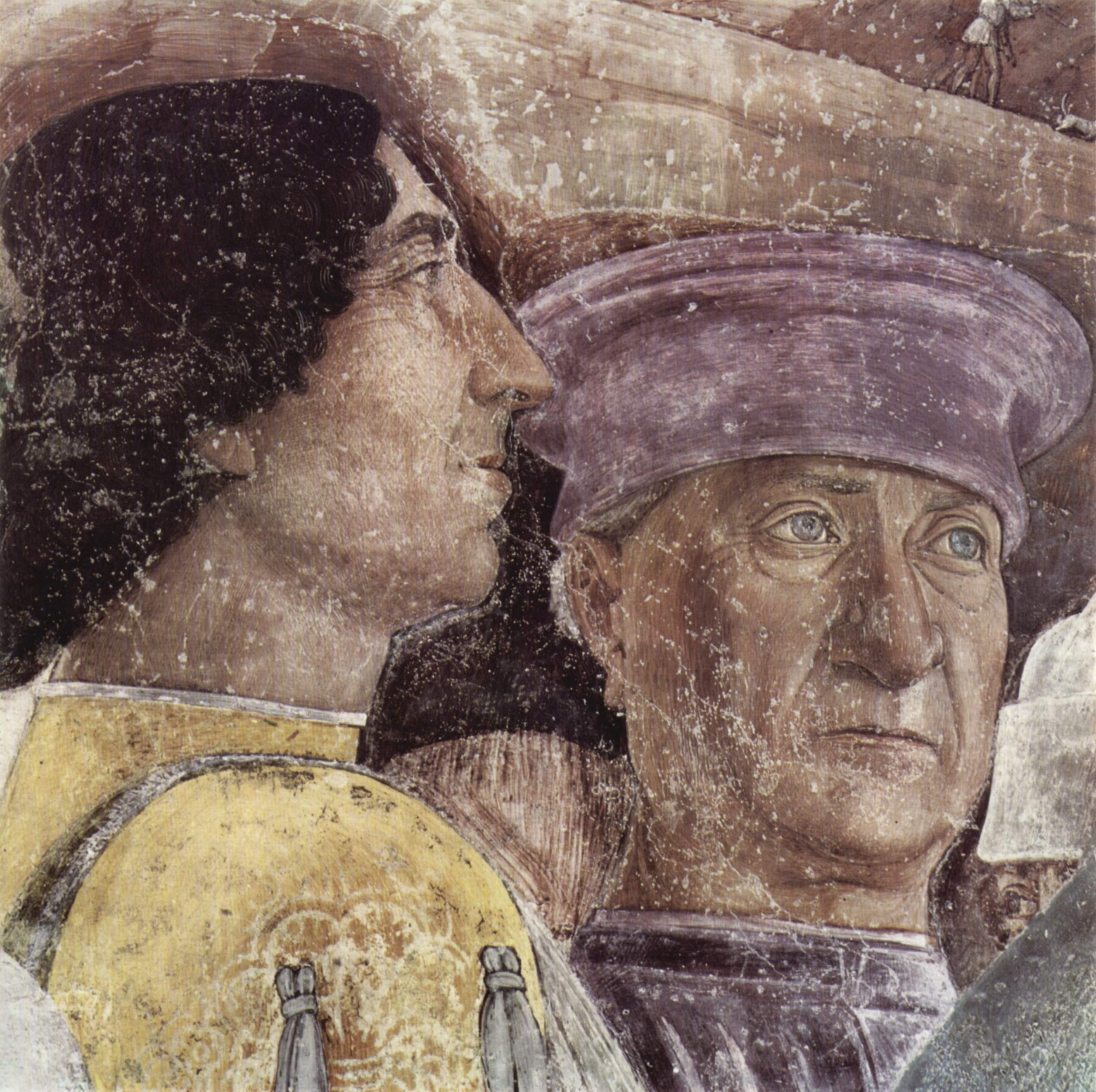
بورتريه ذاتي لمانتينيا

أندريا مانتينيا (بالإيطالية: Andrea Mantegna), ولد الرّسام والنقّاش الإيطالي أندريا مانتينيا في العام 1431 في إيزولا دي كارتورا وتوفي في جمهورية البندقية العام 1506, يعدّ مانتينيا الأول في شمال إيطاليا من حيث انتمائه بالكامل إلى فن عصر النهضة، كما أن علاقة مصاهرةٍ تربطه بكل من الرسام ياكوبو بيليني وأبناء ياكوبو جينتيلي بيليني وجوفاني بيليني، حيث تأثّر وأثّر بهم في آن.
أفضل عملٍ محفوظٍ له هو Camera degli Sposi («حجرة الزفاف») أو Camera Picta («الغرفة المرسومة») والتي تعود إلى العام 1474, والموجودة في القصر الدوقي في مانتوفا، حيث طوّر فيها خداعاً بصرياً متّسقاً لوسطٍ محيطٍ بأكمله، كما تضمّ الأعمال الرئيسيّة الأخرى لمانتينيا كلّاً من جداريّاته في مُصلّى أوفيتاري (Cappella Ovetari) في كنيسة إيريميتاني في بادوا بالإضافة إلى عمله «انتصار قيصر».
ولد أندريا لإبٍ يعمل في النّجارة، إلا أنّه لم يبقِ مع والده مدّةً طويلة، حيث تمّ تبنّيه من قبل فرانشيسكو سكوارشيوني "Francesco Squarcione", وهو معلّم رسمٍ وجامعٌ للقطع الأثريّة في مدينة بادوا، في العام 1448 وعندما بلغ سن 17 عاماً انفصل أندريا عن والده بالتبني. أُوكلت إليه مهمّة تصميم القطعة الفنيّة الخلفية لمذبح كنيسة القديسة صوفيا Santa Sofia في العام 1448 حيث كان يبلغ من العمر 17 عاماً، ما يدل على النضج الفني المبكّر الذي كان يتحلّى به هذا الرّسام.
لاحقاً قام أندريا بتصميم مُصلّى أوفيتاري (Cappella Ovetari) الذّائع الصّيت لكنيسة إيريميتاني في بادوا، وقد بدا تأثّره بطراز توسكاني Tuscany واضحاً في هذا التصميم. كان، كما كثرٌ من معاصريه، يقوم بالرّسم من منظورٍ أخفض من الإطار السّفلي للّوحة، ما كان يزيد من شموخ المشهد ويعطيه الكثير من المَعلَميّة.

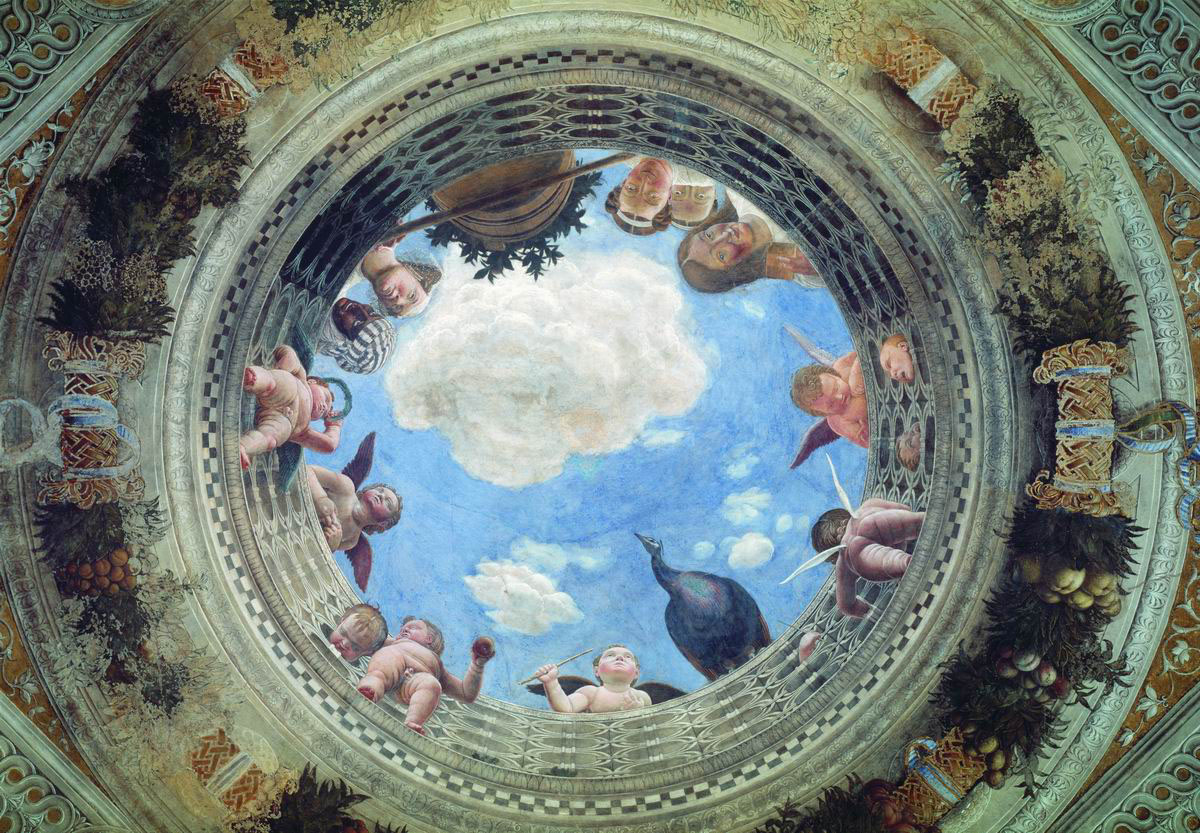
سقف حجرة الزفاف

## روابط خارجية
- أندريا مانتينيا على موقع الموسوعة البريطانية (الإنجليزية)
- أندريا مانتينيا على موقع ميوزك برينز (الإنجليزية)
- أندريا مانتينيا على موقع إن إن دي بي (الإنجليزية)
- أندريا مانتينيا على موقع ديسكوغز (الإنجليزية)